# 뤼안시

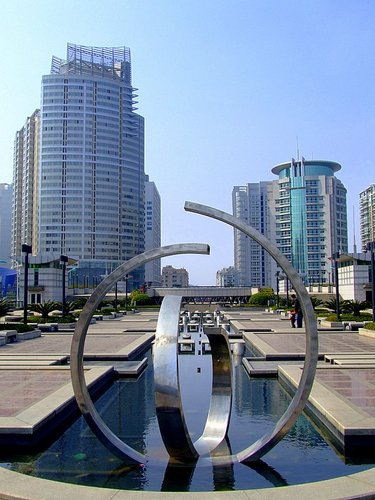

뤼안시(한국어: 서안시, 중국어: 瑞安市, 병음: Ruì'ān Shì)는 중화인민공화국 저장성 원저우 시의 현급 행정구역이다. 넓이는 1278km2이고, 인구는 2007년 기준으로 1,160,000명이다. 도시의 토착민들은 우어를 사용한다.
뤼안은 1987년에 국가 성에 의해 14번째 개발 구역으로 선정되었다. 뤼안은 중국에서 경제력 100위 안에 드는 도시로 주민들은 부유한 편이다. 뤼안은 32개의 향과 진을 관할한다. 1988년에 뤼안은 국가 회의에 의해 포괄적인 개혁 시험 도시이자 대외 개방 도시 중 하나로 등재되었다.

## 지리
저장성 남쪽의 동부 해안에 위치한다. 연평균 기온은 18℃이고 연평균 강수량은 1568mm이다.

### 기후
| Rui'an (1981−2010)의 기후                      | Rui'an (1981−2010)의 기후 | Rui'an (1981−2010)의 기후 | Rui'an (1981−2010)의 기후 | Rui'an (1981−2010)의 기후 | Rui'an (1981−2010)의 기후 | Rui'an (1981−2010)의 기후 | Rui'an (1981−2010)의 기후 | Rui'an (1981−2010)의 기후 | Rui'an (1981−2010)의 기후 | Rui'an (1981−2010)의 기후 | Rui'an (1981−2010)의 기후 | Rui'an (1981−2010)의 기후 | Rui'an (1981−2010)의 기후 |
| 월                                             | 1월                       | 2월                       | 3월                       | 4월                       | 5월                       | 6월                       | 7월                       | 8월                       | 9월                       | 10월                      | 11월                      | 12월                      | 연간                      |
| ---------------------------------------------- | ------------------------- | ------------------------- | ------------------------- | ------------------------- | ------------------------- | ------------------------- | ------------------------- | ------------------------- | ------------------------- | ------------------------- | ------------------------- | ------------------------- | ------------------------- |
| 역대 최고 기온 °C (°F)                         | 24.2 (75.6)               | 26.8 (80.2)               | 28.3 (82.9)               | 30.7 (87.3)               | 34.7 (94.5)               | 36.4 (97.5)               | 38.7 (101.7)              | 36.9 (98.4)               | 35.5 (95.9)               | 32.6 (90.7)               | 28.5 (83.3)               | 26.1 (79.0)               | 38.7 (101.7)              |
| 일평균 최고 기온 °C (°F)                       | 12.5 (54.5)               | 12.6 (54.7)               | 15.0 (59.0)               | 20.1 (68.2)               | 24.6 (76.3)               | 28.3 (82.9)               | 31.8 (89.2)               | 31.7 (89.1)               | 28.5 (83.3)               | 24.4 (75.9)               | 20.4 (68.7)               | 15.5 (59.9)               | 22.1 (71.8)               |
| 일일 평균 기온 °C (°F)                         | 8.6 (47.5)                | 8.9 (48.0)                | 11.5 (52.7)               | 16.1 (61.0)               | 21.0 (69.8)               | 24.8 (76.6)               | 28.1 (82.6)               | 28.1 (82.6)               | 24.9 (76.8)               | 20.4 (68.7)               | 16.1 (61.0)               | 11.0 (51.8)               | 18.3 (64.9)               |
| 일평균 최저 기온 °C (°F)                       | 5.8 (42.4)                | 6.2 (43.2)                | 8.9 (48.0)                | 13.3 (55.9)               | 18.2 (64.8)               | 22.2 (72.0)               | 25.2 (77.4)               | 25.3 (77.5)               | 22.2 (72.0)               | 17.2 (63.0)               | 12.8 (55.0)               | 7.7 (45.9)                | 15.4 (59.8)               |
| 역대 최저 기온 °C (°F)                         | −3.1 (26.4)               | −1.7 (28.9)               | −0.8 (30.6)               | 4.1 (39.4)                | 10.2 (50.4)               | 12.8 (55.0)               | 18.9 (66.0)               | 20.7 (69.3)               | 13.9 (57.0)               | 6.6 (43.9)                | 1.3 (34.3)                | −3.5 (25.7)               | −3.5 (25.7)               |
| 평균 강수량 mm (인치)                          | 61.6 (2.43)               | 84.1 (3.31)               | 149.3 (5.88)              | 147.7 (5.81)              | 175.5 (6.91)              | 234.2 (9.22)              | 153.2 (6.03)              | 223.0 (8.78)              | 187.1 (7.37)              | 77.6 (3.06)               | 72.6 (2.86)               | 44.7 (1.76)               | 1,610.6 (63.42)           |
| 평균 상대 습도 (%)                             | 76                        | 79                        | 83                        | 83                        | 84                        | 87                        | 84                        | 82                        | 80                        | 76                        | 74                        | 73                        | 80                        |
| 출처: China Meteorological Data Service Center |                           |                           |                           |                           |                           |                           |                           |                           |                           |                           |                           |                           |                           |

## 경제
뤼안은 고대 이래로 부유하고 번영하는 도시였다. 그러나 경제 개혁과 대외 개방을 시행하고 나서야 힘을 회복하게 되었다. 지적이고 근면한 뤼안 사람들은 많은 분야의 선구자였는데 특히 공동 자본 형태로 시장 경제 발전에 선구자였다.
그들은 가족 계약 책임 체계를 세웠고 이것은 시민들이 가내 공업과 그 생산품을 팔기 위해 노력하게 만들었다. 결과적으로 뤼안은 급속한 경제 발전을 하게 되었다. 정부는 농촌의 기업가와 주주들이 경제적으로 효율적이게 협력하도록 설득하였다. 많은 종류의 경제 시스템이 뤼안에 도입되었고 이것은 지역의 발전을 가속시켰다. 이러한 시스템이 유명한 "원저우 모형"으로 국내외에 잘 알려지게 되었다.
2005년에 중국 100개 현과 도시 사이에서 종합 경제력 39위를 차지하였다. 20km2의 성급 경제개발구역에서는 종합적인 공업, 무역, 과학과 기술 개발과 신도시 건설을 위한 자본 투자가 열렬히 이루어지고 있다. 또한 현재 뤼안은 플라스틱과 차 부속품 생산에서 명성을 얻고 있다. 이들은 뤼안의 공업 발전의 새로운 부문이 될 것이다.

## 행정 구역
6개 가도, 12개 진, 19개 향을 관할한다.
- 가도: 玉海街道, 安阳街道, 锦湖街道, 东山街道, 上望街道, 潘岱街道
- 진: 塘下镇, 汀田镇, 莘塍镇, 飞云镇, 仙降镇, 马屿镇, 曹村镇, 龙湖镇, 陶山镇, 碧山镇, 湖岭镇, 平阳坑镇.
- 향: 荆谷乡, 顺泰乡, 梅屿乡, 大南乡, 高楼乡, 宁益乡, 营前乡, 东岩乡, 枫岭乡, 桐浦乡, 潮基乡, 鹿木乡, 林溪乡, 金川乡, 芳庄乡, 永安乡, 桂峰乡, 北麂乡, 北龙乡.